# Phong trào Nhân Văn – Giai Phẩm
Phong trào Nhân Văn – Giai Phẩm là một phong trào văn hóa mang xu hướng chính trị của một số văn nghệ sĩ, trí thức sống ở miền Bắc dưới chính quyền Việt Nam Dân chủ Cộng hòa, khởi xướng từ đầu năm 1955 và kết thúc vào tháng 6 năm 1958.
Phong trào này tuyên bố mục tiêu là đòi quyền tự do thể hiện quan điểm chính trị cho giới nghệ sĩ. Tuy nhiên, Nhà nước Việt Nam Dân chủ Cộng hòa cho rằng phong trào đã lợi dụng việc sáng tác văn nghệ để tuyên truyền chống phá Nhà nước, khởi nguồn từ một nhóm trí thức bị tình báo nước ngoài cài vào ở miền Bắc nhằm lôi kéo,  phủ nhận sự lãnh đạo của Đảng trong lĩnh vực văn hóa văn nghệ, phủ nhận quyền lãnh đạo chính trị và nhà nước duy nhất của Đảng Lao động Việt Nam, gây phương hại đến sự nghiệp đấu tranh giải phóng dân tộc, thống nhất đất nước và chủ nghĩa xã hội.

## Bối cảnh
Tháng 2 năm 1956, Đảng Cộng sản Liên Xô tổ chức đại hội lần thứ 20. Trong đại hội này, Nikita Khrushchev đọc báo cáo Về sùng bái cá nhân và những hậu quả của nó, còn Trung Quốc công bố chính sách Trăm hoa đua nở, trăm nhà đua tiếng. Tháng 4 năm 1956, Phó Thủ tướng thứ nhất của Liên Xô đến Bắc Kinh và Hà Nội để giới thiệu đường lối mới của Liên Xô. Nhiều trí thức tại Việt Nam tìm đọc diễn văn của Lục Định Nhất cổ vũ Trăm hoa đua nở, trăm nhà đua tiếng.
Tại Hội nghị của Ủy ban Nhân dân Thành phố Hà Nội từ cuối tháng 7 năm 1956 đến đầu tháng 8 năm 1956, các đại biểu của ủy ban phê phán nhiều chính sách của Đảng, từ việc thiếu thực phẩm đến thuế. Hội nghị của Hội Văn Nghệ Việt Nam (1 tháng 8 đến 18 tháng 8) với chừng 300 đại biểu, nhằm học tập tinh thần của nghị quyết Đại hội 20 Đảng Cộng sản Liên Xô và chính sách văn hóa mới của Trung Quốc đưa ra 5 đòi hỏi, trong đó có việc dịch và công bố chính sách Trăm hoa đua nở, trăm nhà đua tiếng của Trung Quốc.
Tháng 8 năm 1956, Đảng Lao động Việt Nam đề ra chính sách nhấn mạnh đoàn kết, tin tưởng và hợp tác với trí thức chứ không nói đến cải tổ. Việt Nam gửi đại diện sang Trung Quốc theo dõi phong trào Trăm hoa đua nở, trăm nhà đua tiếng. Hội nghị lần thứ 10 Ban Chấp hành Trung ương Đảng Lao động Việt Nam họp từ đầu tháng 9 và kéo dài đến cuối tháng 10. Sau hội nghị, Đảng ra tuyên bố công khai thừa nhận các sai lầm trong chiến dịch cải cách ruộng đất và một số lĩnh vực khác. Tổng Bí thư Đảng Trường Chinh cùng với Thứ trưởng Bộ Nông Lâm Hồ Viết Thắng từ chức. Ngày 30 tháng 10 năm 1956, Đài Phát thanh Hà Nội tường thuật về Hội nghị 10, nói rằng dân chủ hóa và cải thiện đời sống nhân dân nay là hai trọng tâm đầu tiên của Đảng, trong khi việc thống nhất đất nước từ số một chuyển xuống số ba.
Trong bối cảnh này tại Việt Nam và tình hình quốc tế, một nhóm trí thức Việt Nam đã thực hiện Phong trào Nhân Văn – Giai Phẩm, trong một giai đoạn ngắn từ tháng 8 năm 1956 đến tháng 11 năm 1956.

## Khởi nguồn
Tháng 2 năm 1955, khoảng 30 văn nghệ sĩ trong Quân đội Nhân dân Việt Nam viết bản "Dự thảo đề nghị cho một chính sách văn hóa", bao gồm ba đề nghị:
1. Trao sự lãnh đạo văn nghệ cho văn nghệ sĩ;
2. Thành lập một hội văn nghệ bên trong cơ cấu văn nghệ quân đội;
3. Bãi bỏ cơ chế quân đội kiểm soát văn nghệ sĩ phục vụ trong quân đội.

Cùng thời điểm đó, nhà thơ Trần Dần dẫn đầu khoảng 20 văn nghệ sĩ đến gặp tướng Nguyễn Chí Thanh, người đứng đầu Tổng cục Chính trị Quân đội Nhân dân Việt Nam, để đề nghị ba yêu cầu này. Đề nghị này bị tướng Nguyễn Chí Thanh từ chối, ông lên án các văn nghệ sĩ này đã xa rời nguyên tắc kỷ luật và tinh thần chính trị của quân đội, và rằng hành động của họ "chứng tỏ ý thức hệ tư bản đã bắt đầu tấn công các đồng chí".
Cơ quan ngôn luận của phong trào này là báo Nhân Văn, một tờ báo văn hóa, xã hội có trụ sở tại 27 Hàng Khay, Hà Nội, do Phan Khôi làm Chủ nhiệm và Trần Duy làm Thư ký Tòa soạn, cùng với tạp chí Giai Phẩm, hình thành nên nhóm Nhân Văn–Giai Phẩm.
Đến tháng 4 năm 1955, nhà văn Nguyễn Huy Tưởng, bạn thân và đồng nghiệp làm cùng tòa soạn báo với Nguyễn Hữu Đang (người sau này cầm đầu phong trào) bắt đầu khó chịu về tư tưởng của người bạn. Ông ghi trong nhật ký: "Nguyễn Hữu Đang có thái độ tiêu cực. Ở đâu cũng thấy không vừa ý. Người có caractère, ở đâu cũng có ảnh hưởng đến anh em. Anh em tòa soạn khen là chí công, vô tư, nhưng tư tưởng rất là nguy hiểm. Một điển hình của một chiến sĩ làm cách mạng bất mãn".
Trong tạp chí Giai phẩm Mùa xuân được ấn hành tháng 1 năm 1956, do nhà thơ Hoàng Cầm và Lê Đạt chủ trương, có bài Nhất định thắng của Trần Dần, miêu tả hoàn cảnh đời sống miền Bắc xã hội chủ nghĩa trong những ngày đầu đất nước chia cắt. Nhạc sĩ Đỗ Nhuận cho là bài thơ mang nặng thái độ chống phá, "bôi đen" chế độ. Đỗ Nhuận cũng kể rằng sau khi về Hà Nội, Trần Dần đã bắt đầu thể hiện sự lệch lạc tư tưởng: ông nói khi trở về Hà Nội điều trước tiên sẽ là đi tìm "gái nhà thổ", tập hợp gái nhà thổ để liên hoan, rồi lại đặt tên cho chiêu đãi sở của quân đội là cái "nhà phe"
Tháng 8 năm 1956, Phan Khôi có bài "Phê bình lãnh đạo văn nghệ", đăng trong Giai phẩm Mùa thu. Trong số ra mắt ngày 20 tháng 9 năm 1956, bán nguyệt san Nhân Văn đã đăng ngay trên trang nhất bài "Chúng tôi phỏng vấn về vấn đề mở rộng tự do và dân chủ". Người được phỏng vấn đầu tiên là luật sư Nguyễn Mạnh Tường. Ông nêu hai nguyên nhân khiếm khuyết về dân chủ thời bấy giờ:
1. Đảng viên [Đảng] Lao động và cán bộ thi hành chính sách thiếu tinh thần dân chủ. Do đó xa lìa quần chúng, và tạo ra tình trạng đối lập quần chúng với mình. Để sửa đổi, cần xây dựng quan điểm quần chúng cho đảng viên và cán bộ, và yêu cầu Trung ương Đảng và Chính phủ đảm bảo sự thi hành triệt để các tự do dân chủ.
2. Quần chúng chưa thấm nhuần tinh thần chủ nhân trên đất nước, do đó chưa tranh đấu đòi thực hiện dân chủ. Để sửa chữa, ta cần xây dựng ý thức dân chủ cho quần chúng.

Loạt bài được dự định tiếp tục với bác sĩ Đặng Văn Ngữ, nhà sử học Đào Duy Anh, nhà văn Nguyễn Đình Thi... nhưng cho đến số cuối cùng được ra mắt là số 5, ngày 20 tháng 11 cùng năm, Nhân Văn chỉ có thể công bố bài phỏng vấn Đặng Văn Ngữ và Đào Duy Anh.
Cũng trong Nhân Văn số 1, Nguyễn Hữu Đang ký tên XYZ (một trong những bút hiệu của Hồ Chí Minh). Trong bài này, Nguyễn Hữu Đang cố ý nhại lại giọng văn của Hồ Chí Minh khi nói chuyện với cán bộ, nhằm tỏ ý giễu cợt Hồ Chí Minh. Nhân Văn số 3 ra ngày 15 tháng 10 đăng bài của Trần Đức Thảo về mở rộng dân chủ, phát triển phê bình trong nhân dân. Trong số cuối cùng, số 5 báo Nhân Văn, Nguyễn Hữu Đang nhận xét về những điều bảo đảm tự do dân chủ trong Hiến pháp Việt Nam 1946 và so sánh với tình hình thực tế lúc bấy giờ.
Hai tác phẩm gây tức giận nhất là của Lê Đạt và Phan Khôi. Lê Đạt viết bài thơ về "ông bình vôi" (cái bình mà người ăn trầu dùng đựng vôi, người ta đổ nước vào rồi lấy cục vôi sống thả vào thành vôi tôi, qua nhiều năm như vậy thì miệng bình ngày càng nhỏ lại do vôi bám vào, cuối cùng bị vứt đi), Nhà nước Việt Nam cho rằng bài thơ mang hàm ý chế giễu Chủ tịch Hồ Chí Minh đã già và vô dụng.
| “                       | Những kiếp người sống lâu trăm tuổi Y như một cái bình vôi Càng sống càng tồi Càng sống càng bé lại... | ” |
| — Ông bình vôi - Lê Đạt | |   |

Phan Khôi đã viết một bài khảo cứu nhỏ dựa trên bài thơ bốn câu này, ông kể khi 18 tuổi ông đã "hất một loạt 'ông bình vôi' thờ trên tường thành xuống đất", được chính quyền hiểu là Phan Khôi muốn ám chỉ về việc lật đổ chính quyền hiện tại. Điều này khiến Đảng Lao động Việt Nam giận dữ.
Nghệ sĩ Mạnh Phú Tư buộc tội Trần Hữu Đang cố ý đứng sau tờ Nhân Văn để bí mật tập hợp các nghệ sỹ có tư tưởng bất mãn: 
"Hắn [Trần hữu Đang] lẩn mình và... rút lui vào bí mật. Suốt bốn số báo đầu, người ta không thấy một bài nào ký tên Nguyễn Hữu Đang! (...) Người ta không thấy tên tuổi Nguyễn Hữu Đang trên những số đầu báo Nhân Văn, nhưng chính hắn là linh hồn của tờ báo. Hắn tìm tiền, kiếm giấy, thu xếp việc ấn loát và viết bài nhưng lại ký tên người khác. Hắn che lấp những nguồn tài chính, những kẻ cung cấp phương tiện bằng hình thức dối trá là nêu danh những người góp tiền in báo có một nhân lên gấp mười! Hắn họp hành bí mật với một số nhà văn chống Đảng, với những người tư sản và trí thức cũng đang muốn lợi dụng thời cơ để phất lên lá cờ chính trị... Thông qua tờ báo Nhân Văn, hắn đã trở thành một thứ lãnh tụ của một bọn người cơ hội, có âm mưu chính trị..." 
Trong thời gian này, một loạt các vụ biểu tình đã biến thành bạo động ở Đông Âu (như cuộc nổi dậy Posener ở Ba Lan, cuộc bạo động ở Hungary, cuộc bạo động ở Tiflis), cũng như tình hình miền Nam Việt Nam đang có những diễn biến phức tạp, gây lo ngại cho Đảng Lao động Việt Nam. Trong khi đó, cuối năm 1956, vài người cầm đầu Nhân Văn-Giai Phẩm đã bộc lộ tư tưởng chống Nhà nước ngày càng công khai trên báo chí. Báo Nhân văn số 6 có bài kích động người dân xuống đường biểu tình. Song Đảng viên, công nhân Nhà in Xuân Thu (nơi in báo Nhân văn) đã phát hiện ra và thông báo với chính quyền để xử lý. Ngày 15 tháng 12 năm 1956, Ủy ban Hành chính Hà Nội ra thông báo đóng cửa báo Nhân Văn. Số 6 không được in và phát hành.
Ngoài ra còn tồn tại một mối quan ngại về việc thống nhất đất nước vốn bị chia cắt từ giữa năm 1954, khi những văn nghệ sỹ bất mãn đã tập hợp được một diễn đàn công cộng thì các bài viết của họ sẽ được Hoa Kỳ và chế độ Ngô Đình Diệm ở miền Nam sử dụng cho các hoạt động tuyên truyền làm mất uy tín chính phủ. Ở Sài Gòn, chế độ Ngô Đình Diệm đã cho in lại các bài báo Nhân văn–Giai phẩm để làm tài liệu tuyên truyền chống cộng. Ảnh hưởng từ sức ép quốc tế và nguy cơ chính trị trong nước khiến Đảng Lao động Việt Nam phải hành động dứt khoát.
Tổng cộng Nhân Văn ra được 5 số báo và Giai Phẩm ra được 4 số báo (Tháng Ba, Tháng Tư, Tháng Mười và Tháng Chạp 1956) trước khi phải đình bản.

## Một số nhân vật liên quan

### Văn nghệ sĩ tham gia
Một số văn nghệ sĩ tham gia phong trào, hoặc không tham gia nhưng từng viết bài đăng trên báo của phong trào này
| - Hoàng Yến - Huy Phương - Hữu Loan - Hữu Thung - Lê Đại Thanh - Lê Đạt - Nguyễn Bính - Nguyễn Hữu Đang - Nguyễn Mạnh Tường - Nguyễn Thành Long - Bùi Xuân Phái - Cao Xuân Huy - Chu Ngọc - Đào Duy Anh - Đặng Đình Hưng - Đỗ Đức Dục - Hoàng Cầm - Hoàng Công Khanh - Hoàng Huế - Hoàng Tích Linh - Hoàng Tố Nguyên | - Nguyễn Văn Tý - Như Mai - Phan Khôi - Phan Vũ - Phùng Cung - Phùng Quán - Sĩ Ngọc - Thanh Bình - Thụy An - Trần Công | - Trần Dần - Trần Duy - Trần Đức Thảo - Trần Lê Văn - Trần Thiếu Bảo - Trần Thịnh - Trương Tửu - Tử Phác - Văn Cao - Vĩnh Mai - Xuân Sách - Yến Lan |

### Văn nghệ sĩ phản đối và lên án
Ngược lại, cũng có nhiều văn nghệ sĩ phản đối phong trào này bởi nhiều nguyên nhân khác nhau (người thì phê phán phong trào lợi dụng phê bình nghệ thuật để chệch hướng sang chống đối chính trị, người thì cho rằng phong trào ca ngợi thái quá tác phẩm của họ và cố ý hạ thấp tác phẩm của nghệ sỹ khác)
| - Chế Lan Viên - Chính Hữu - Đặng Thai Mai - Đoàn Giỏi - Hằng Phương - Hoài Thanh | - Hoàng Trung Thông - Hồ Đắc Di - Hồng Cương - Huy Cận - Lương Xuân Nhị - Ngụy Như Kontum | - Nguyễn Công Hoan - Nguyễn Đình Thi - Nguyễn Huy Tưởng - Nguyễn Lân - Nguyễn Văn Bổng - Phạm Huy Thông | - Tô Hoài - Tố Hữu - Trần Hữu Tước - Vũ Đức Phúc - Xuân Diệu - ... nhiều người khác |

Trong tập tài liệu "Bọn Nhân Văn Giai Phẩm trước tòa án dư luận" in tháng 6 năm 1959 tại Hà Nội đã tập hợp bài viết lên án phong trào của 83 văn nghệ sỹ, với những tên tuổi như Tố Hữu, Nguyễn Đình Thi, Phạm Huy Thông, Trần Hữu Tước, Đặng Thai Mai, Nguyễn Huy Tưởng, Hồng Cương, Nguyễn Văn Bổng, Hoài Thanh, Hoàng Trung Thông, Hồ Đắc Di, Vũ Đức Phúc, Quang Đạm, Bàng Sĩ Nguyên, Ngụy Như Kontum, Hằng Phương, Lương Xuân Nhị v.v...
Ngày 5 tháng 6 năm 1958, tại Hà Nội, hơn 800 văn nghệ sĩ đã ký vào bản nghị quyết có tên là "Nghị quyết của 800 văn nghệ sĩ" tuyên bố ủng hộ Nghị quyết của Hội Liên hiệp Văn học Nghệ thuật Việt Nam, theo đó lên án phong trào Nhân Văn – Giai Phẩm, ủng hộ việc khai trừ tư cách hội viên đối với một số cá nhân cầm đầu phong trào.

## Chấm dứt phong trào
Ngày 8 tháng 7 năm 1957, chiến dịch chống phái hữu ở Trung Quốc bắt đầu. Trong ngày đó, Hồ Chí Minh ghé Bắc Kinh trên đường đi Triều Tiên, Liên Xô và Đông Âu. Trên đường quay về Việt Nam, vào cuối tháng 8 năm 1957, Hồ Chí Minh một lần nữa ghé thăm Trung Quốc và gặp các lãnh đạo Trung Quốc lúc ấy đang bận rộn với chiến dịch chống phái hữu. Theo Trình Ánh Hồng (một nhà nghiên cứu Trung Quốc), có lẽ ông đã bị ấn tượng mạnh về phong trào Trăm hoa đua nở, trăm nhà đua tiếng và ý định cũng như chiến lược của Mao Trạch Đông nhằm buộc những người có quan điểm phản đối Đảng Cộng sản Trung Quốc lộ mình.
Đối với Việt Nam Dân chủ Cộng hòa, tình hình quốc tế cuối năm 1957 và đầu năm 1958 đã chuyển biến rất khác giai đoạn trước đó. Một loạt các vụ biểu tình đã biến thành bạo động ở Đông Âu (như bạo động ở Ba Lan, cuộc bạo động ở Hungary, cuộc bạo động ở Gruzia). Tình hình miền Nam Việt Nam cũng đang có những diễn biến phức tạp (Mỹ tăng cường can thiệp, hậu thuẫn chế độ Ngô Đình Diệm khiến 2 miền bị chia cắt), những điều này gây lo ngại cho Đảng Lao động Việt Nam rằng đất nước sẽ bị xáo trộn nếu người dân bị kích động gây bạo loạn.
Khoảng hai tuần sau khi trở về nước, Hồ Chí Minh dùng bút danh Trần Lực, đăng một bài trên báo Nhân dân ngày 16 tháng 9 năm 1957 với tựa đề "Đập tan tư tưởng hữu khuynh", lên án đó là tư tưởng độc hại và dễ lan tràn như cỏ dại, sau đó Phong trào Nhân Văn – Giai Phẩm bị dập tắt. Trước đó, một xã luận của báo Nhân dân ở Việt Nam có viết rằng: "Chúng ta không thể cho phép bất kỳ ai lợi dụng tự do dân chủ và tự do ngôn luận để tách rời nhân dân khỏi Đảng."
Tháng 11 năm 1957, tại Hội nghị Moskva của các đảng cộng sản thế giới, Trung Quốc hợp tác với Liên Xô lên án "khuynh hướng xét lại" trong phong trào cộng sản quốc tế.
Ngày 6 tháng 1 năm 1958, Bộ Chính trị ra Nghị quyết số 30 về Văn nghệ, trong đó có đoạn: "Sự hoạt động của những phần tử phá hoại trong giới văn nghệ là một hiện tượng hết sức nguy hiểm, một vấn đề cấp bách cần giải quyết (...) Chúng truyền bá những tài liệu và những báo chí phản động. Dưới chiêu bài "chống giáo điều, máy móc", chúng gieo rắc những nọc độc của chủ nghĩa xét lại trong văn nghệ, nhằm lôi kéo văn nghệ sĩ đi vào con đường nghệ thuật tư sản suy đồi. Trước những hoạt động có hại đó, số đông văn nghệ sĩ, kể cả một số văn nghệ sĩ đảng viên, đã mất cảnh giác hoặc bị động, không kiên quyết đấu tranh, thậm chí một số còn hùa theo chúng".
Nhà văn Tố Hữu, khi ấy là Ủy viên Trung ương Đảng Lao động Việt Nam, phụ trách về công tác văn hóa văn nghệ tuyên truyền, được coi là người ủng hộ việc dập tắt phong trào. Trong cuốn Qua cuộc đấu tranh chống nhóm phá hoại "Nhân Văn - Giai Phẩm" trên mặt trận văn nghệ mà ông là tác giả, Nhà Xuất bản Văn Hóa in năm 1958, Tố Hữu đã nhận định về phong trào này và những người bị coi là dính líu như sau:
Lật bộ áo "Nhân Văn – Giai Phẩm" thối tha, người ta thấy ra cả một ổ phản động toàn những gián điệp, mật thám, lưu manh, Trốt-kít, địa chủ tư sản phản động, quần tụ trong những tổ quỷ với những gái điếm, bàn đèn, sách báo chống cộng, phim ảnh khiêu dâm (trang 9).
Trong cái công ty phản động "Nhân Văn - Giai Phẩm" ấy thật sự đủ mặt các loại "biệt tính": từ bọn Phan Khôi, Trần Duy mật thám cũ của thực dân Pháp đến bọn gián điệp Thụy An, từ bọn Trốt-kít Trương Tửu, Trần Đức Thảo đến bọn phản Đảng Nguyễn Hữu Đang, Trần Dần, Lê Đạt. Một đặc điểm chung là hầu hết bọn chúng đều là những phần tử thuộc giai cấp địa chủ và tư sản phản động, và đều ngoan cố giữ lập trường quyền lợi giai cấp cũ của mình, cố tình chống lại cách mạng và chế độ (trg 17).
Báo cáo tổng kết vụ "Nhân Văn – Giai Phẩm" cũng do Tố Hữu viết có kết luận về tư tưởng chính trị và quan điểm văn nghệ của phong trào Nhân Văn–Giai Phẩm như sau:
Những tư tưởng chính trị thù địch
1. Kích thích chủ nghĩa cá nhân tư sản, bôi nhọ chủ nghĩa cộng sản.
2. Xuyên tạc mâu thuẫn xã hội, khiêu khích nhân dân chống lại chế độ và Đảng lãnh đạo.
3. Chống lại chuyên chính dân chủ nhân dân, chống lại cách mạng xã hội chủ nghĩa.
4. Gieo rắc chủ nghĩa dân tộc tư sản, gãi vào đầu óc Sô-vanh chống lại chủ nghĩa quốc tế vô sản.

Những quan điểm văn nghệ phản động
1. Nhóm "Nhân Văn – Giai Phẩm" phản đối văn nghệ phục vụ chính trị, thực tế là phản đối văn nghệ phục vụ đường lối chính trị cách mạng của giai cấp công nhân. Chúng đòi "tự do, độc lập" của văn nghệ, rêu rao "sứ mạng chống đối" của văn nghệ, thực ra chúng muốn lái văn nghệ sang đường lối chính trị phản động.
2. Nhóm "Nhân Văn - Giai Phẩm" phản đối văn nghệ phục vụ công nông binh, nêu lên "con người" trừu tượng, thực ra chúng đòi văn nghệ trở về chủ nghĩa cá nhân tư sản đồi trụy.
3. Nhóm "Nhân Văn – Giai Phẩm" hằn học đả kích nền văn nghệ xã hội chủ nghĩa, nhất là văn nghệ Liên Xô, đả kích nền văn nghệ kháng chiến của ta. Thực ra, chúng phản đối chế độ xã hội chủ nghĩa, chúng đòi đi theo chế độ tư bản chủ nghĩa.
4. Nhóm "Nhân Văn – Giai Phẩm" phản đối sự lãnh đạo của Đảng đối với văn nghệ, chúng đòi "trả văn nghệ cho văn nghệ sĩ", thực ra chúng đòi đưa quyền lãnh đạo văn nghệ vào tay bọn phản cách mạng.

Báo Nhân văn số 6 có bài kích động người dân xuống đường biểu tình. Song Đảng viên, công nhân Nhà in Xuân Thu (nơi in báo Nhân văn) đã phát hiện ra và thông báo với chính quyền để xử lý. Nhà thơ Chính Hữu nhận xét: 
"...Lê Đạt đã viết "Bài học về Ba Lan và Hung-ga-ri" trong Nhân Văn số 5... Bài của Lê Đạt đưa ra những nhận định nguy hiểm cho tình hình nước ta lúc đó: "... Nhưng tốc độ và mức độ sửa chữa không kịp với đòi hỏi của tình thế và yêu cầu của quần chúng nên càng thúc đẩy sự công phẫn và phong trào đấu tranh tự phát của quần chúng..." Hai bài báo đó là những lời kêu gọi làm loạn".
Hồng Cương viết: "Nhân cơ hội đó, tất cả các lực lượng đối lập với chủ nghĩa xã hội đều ngóc đầu dậy chống lại sự lãnh đạo của Đảng và chính phủ. Bọn phản động trong Công giáo hành động phá rối trật tự ở Nghệ An, Nam Định v.v... Sự chống đối của chúng (Nhân Văn Giai Phẩm) không còn tính chất văn nghệ nữa mà đã trở thành một cuộc chống đối về chính trị công khai. Nhóm Giai Phẩm chống Đảng về văn nghệ đã biến thành nhóm phá hoại chính trị trắng trợn... Từ Nhân Văn số 4 trở đi thì chúng đã chuyển hẳn sang chống đối về chính trị, kích động quần chúng biểu tình chống lại Đảng và chính phủ ta nhân lúc Quốc Hội ta đang họp".
Ở Sài Gòn, chế độ Ngô Đình Diệm còn cho in lại các bài báo Nhân văn–Giai phẩm và phân phát rộng rãi để làm tài liệu tuyên truyền chống cộng. Ảnh hưởng từ sức ép quốc tế và nguy cơ chính trị trong nước khiến Đảng Lao động Việt Nam phải hành động dứt khoát để chấm dứt phong trào này.
Sau đó, phần lớn các văn nghệ sĩ tham gia phong trào phải tham gia học chỉnh huấn vì có tư tưởng bị xem là chống lại đường lối của Đảng Lao động Việt Nam. Một số phải ngừng sáng tác một thời gian như Lê Đạt, Trần Dần, số khác không tiếp tục con đường sự nghiệp văn chương. Có 5 người cầm đầu bị tuyên án tù vì tội kích động bạo loạn, hoạt động gián điệp và tiếp tục bị giám sát trong nhiều năm như trường hợp Nguyễn Hữu Đang (cùng Thụy An bị kết án 15 năm tù trong phiên tòa ngày 21 tháng 1 năm 1960 tại Hà Nội, đến năm 1973 mới được ra tù nhưng bị quản thúc thêm một thời gian nữa); 3 người còn lại là Minh Đức, Phan Tại và Lê Nguyên Chí cũng chịu phạt giam từ 5 đến 10 năm.
Ngoài những nhân vật liên quan trực tiếp đến phong trào, dư âm của phong trào này kéo dài sang năm kế tiếp. Tháng 2 năm 1957, Đảng Lao động cho thành lập một tổ chức mới là Hội Văn nghệ để tập hợp văn nghệ sĩ. Văn Cao được bầu làm Hội trưởng. Hội đoàn này cho ra tạp chí Văn, số đầu tiên phát hành 5 năm 1957 nhưng được 37 số đến đầu năm 1958 thì bị đình bản. Bộ Chính trị ra quyết nghị đưa gần 500 văn nghệ sĩ đi học chỉnh huấn. Hơn 300 người đã ký tên cam kết chấp hành đường lối chính trị của Đảng.

## Các quan điểm

### Học giả Việt Nam
Theo cuốn "Đại cương Lịch sử Việt Nam" tập 3 của giáo sư sử học Lê Mậu Hãn, các tài liệu của Đảng Lao động Việt Nam ghi rằng: trong bối cảnh phương Tây đang tiến hành gây rối loạn ở hệ thống xã hội chủ nghĩa, lực lượng tình báo nước ngoài đã kích động một bộ phận văn nghệ sĩ có quan điểm đối lập với Nhà nước tạo nên phong trào Nhân Văn – Giai Phẩm. Ban đầu, Nhân Văn – Giai Phẩm chỉ phê phán những sai lầm trong chính sách, nhưng về sau dần chuyển sang phủ nhận sự lãnh đạo của Đảng trong lĩnh vực văn hóa văn nghệ, phủ nhận quyền lãnh đạo của Đảng Lao động Việt Nam về Chính trị và Nhà nước. Báo Nhân Văn số 6 thậm chí đã có bài kích động người dân biểu tình, nhưng bị công nhân nhà máy in Xuân Thu phát hiện và ngăn chặn. Sau các biến động trên thế giới, chính quyền quyết định chấm dứt Nhân Văn – Giai Phẩm. Qua đấu tranh, một số người trong nhóm "Nhân Văn-Giai Phẩm" đã tự kiểm điểm, tự phê bình và nhận những sai lầm, đồng thời tiếp tục rèn luyện tư tưởng chính trị. Một số bị xử lý hành chính do những sai phạm, chỉ có số ít hoạt động phạm pháp thì bị xử lý bằng pháp luật.

### Các nhân vật trong phong trào
Trong các buổi học chỉnh huấn, Lê Đạt nói rằng Nguyễn Hữu Đang đã lợi dụng ông và các nghệ sĩ khác để phục vụ cho mưu đồ chính trị:
"Âm mưu của Đang sau này là biến Nhà xuất bản Minh Đức thành nhà in đối lập với Hội Nhà văn và tập họp nhóm Nhân văn quanh nhà Minh Đức. Cũng giai đoạn này nổi bật vai trò Thụy An. Nhà Thụy An, Phan Tại như một câu lạc bộ... Thụy An đưa vợ tôi đi may áo, đi mua vải, may áo cho con tôi và đi lấy cả một chiếc giường cũi cho con tôi. Thụy An nghiễm nhiên trở thành thân thuộc với cả gia đình tôi. Mỗi lần tôi gặp Thụy An sau khi nói chuyện về tư sản, tiểu thương bất mãn, chuẩn bị đi Nam, các tin BBC về hiệp thương, lại kể chuyện tướng Pháp Tassigny, chuyện các phóng viên chiến tranh, các tiểu thuyết tư sản, và sau hết đả kích vào sự lãnh đạo của Đảng..."
Sau này, trong nhật ký của Trần Dần (một nhà văn chủ chốt tham gia phong trào), ông viết rằng sau khi đi học chỉnh huấn chính trị, ông đã nhận ra việc Nhân Văn – Giai Phẩm lợi dụng văn nghệ để hoạt động chống đối chính trị, và tỏ ra hối hận khi tham gia phong trào này:
Nhân văn – Giai phẩm thế là đã đứng về phe tư bản chủ nghĩa, phản đối xã hội chủ nghĩa; hơn thế, lớp học trình bày sự thực, làm cho tất thẩy đều thấy rõ chân tướng bọn cầm đầu Nhân Văn – Giai Phẩm, đó là một công ty phá hoại bao gồm những kẻ phản cách mạng, đứa là phần tử Quốc dân Đảng cũ (Phan Khôi), đứa là mật thám trước, đứa là tên bất mãn chống Đảng có lịch sử, đi đến chủ nghĩa Trotskisme (Nguyễn Hữu Đang)... chúng ngoặc với bọn trotkistes Trương Tửu, Trần Đức Thảo, và với bọn gián điệp vẫn liên lạc với mật thám Pháp Sainteny, là Thụy An.
Sớm mai tòa xử Thụy An gián điệp và Nguyễn Hữu Đang phá hoại... Tôi đã từng có đứng với nhóm do Đang cầm đầu. Tôi đã ly khai với "lý tưởng" (Nhân văn –Giai phẩm) đó... Đang đã thấy cái sai lớn của Đang chưa? (...) Tôi cũng không thể nào nhởn nhơ với sự kiện này. Chao ơi!
Tháng 9 năm 1995, Nguyễn Hữu Đang trả lời phỏng vấn của Thụy Khuê cho rằng:
| “ | Thực chất phong trào Nhân Văn Giai Phẩm, nếu đứng về mặt chính trị, thì đó là một cuộc đấu tranh của một số người trí thức, văn nghệ sĩ và một số đảng viên về chính trị nữa, là chống, không phải chống đảng cộng sản đâu, mà là chống cái chủ nghĩa Staline và chống chủ nghĩa Mao Trạch Đông. Sự thâm nhập của chủ nghĩa Staline và chủ nghĩa Mao Trạch Đông đưa đến nhiều hiện tượng - nói là chuyên chính thì chưa đủ - phải nói là cực quyền toàn trị, nó gay gắt ghê lắm. Nó gay gắt ghê lắm! | ” |

### Ý kiến khác
Nhà văn Nguyễn Huy Tưởng, trong nhật ký của mình, sau khi nhắc tới tên một số người trong nhóm Nhân văn – Giai phẩm đã phê phán tư tưởng văn nghệ của nhóm này: "Bọn họ có người nói: "Đừng viết nữa, để dành cho trẻ viết". Vô luận một bài, một sáng tác nào của anh em mà họ gọi là "cây đa cây đề", họ đều gạt đi, cho là tồi. Trong khi đó thì họ tâng bốc những bài của họ mà phần lớn là không ngửi được!" (trích nhật ký ngày 23-1-1956).
Nhà giáo Nguyễn Lân tham gia phê phán phong trào Nhân văn Giai phẩm:
| “ | Sở dĩ có những lệch lạc ở một số sinh viên khoa Văn và khoa Sử là vì họ đã chịu cái ảnh hưởng tàn khốc của Trương Tửu và Trần Đức Thảo... Nhà trường đòi hỏi các cán bộ giảng dạy trước khi lên lớp phải soạn giáo trình và giáo án; nhưng Tửu và Thảo thì không chịu viết giáo trình, lấy cớ là môn mình phụ trách khó quá chưa thể cho in thành tài liệu được. Sự thực là họ sợ mực đen giấy trắng dễ biểu lộ những tư tưởng phản động của họ. Họ thường tay không lên lớp rồi nói lung tung, không theo một phương pháp sư phạm nào. Vì không có giáo án nên đã có lần Trương Tửu không chuẩn bị, phải nhai lại một bài đã giảng kỳ trước, làm cho sinh viên hết sức công phẫn... | ” |

Nhà văn Vũ Ngọc Phan nói thêm:
Hầu hết các tiểu thuyết của Trương Tửu, đều bênh vực người nghèo rõ rệt. Sự bênh vực ấy rất chính đáng, nhưng ông đã không đặt sự bênh vực vào chỗ phải chăng. Ông bênh vực cả những hành vi ngang trái và bất lương của họ... nên riêng mảng tiểu thuyết xã hội, ông là một nhà văn có những ý kiến chưa lấy gì làm chín chắn và sâu rộng... Về mặt phê bình, Trương Tửu là một nhà văn thiên vị, chỉ biết theo khuynh hướng chính trị của mình..." 
Nhạc sĩ Đỗ Nhuận nhận xét:
Lối văn thơ của Trần Dần, Lê Đạt, Phùng Quán trong Giai phẩm–Nhân văn tôi có thể ví như một lối văn cao bồi, đao to búa lớn, chụp mũ vào lãnh đạo khiến cho một số người lầm tưởng là họ có tài. Nhưng thực ra, không ai khen cái tài nói lớn nhưng nói khoác, nói vu cáo, nói phá hoại mà chỉ khen cái tài nói nhỏ nhưng nói thật. Đối với bản thân, Trần Dần và một số người gây ra chuyện Giai phẩm–Nhân văn, họ đã làm cái việc "kiếm củi mười năm, thiêu một giờ". Chúng tôi không nỡ khoanh tay nhìn nhà cháy. Cần phải dập tắt ngọn lửa tai hại đó đi! Sau đó các anh hãy, cần cù mà dựng lại ngôi nhà, làm lại cuộc đời để trả nợ nhân dân.
Theo nhà văn Phạm Khải, việc nhà thơ Tố Hữu tham gia phê phán phong trào này là đúng với nhiệm vụ của ông khi đó (Trưởng ban phụ trách về Tuyên giáo và Văn nghệ). Nhưng về sau, khi một số vụ việc trong quá khứ đã lùi xa, lợi dụng sự thiếu thông tin, một số người đã cố tình tung ra những cách đặt vấn đề làm sai lệch nhận thức của các bạn đọc trẻ, khiến họ lầm tưởng rằng Tố Hữu phê phán phong trào vì họ chê thơ của ông. Qua việc tung tin giả, những người này có một mục đích "sâu xa" khác là hạ uy tín cũng như giá trị sáng tác thơ của Tố Hữu.

## Giải thưởng Nhà nước
Vào thời kỳ đổi mới, khi hoàn cảnh thời chiến tranh đã đi qua, một số nghệ sĩ từng tham gia Nhân Văn – Giai Phẩm đã được phong tặng các giải thưởng quan trọng, nhưng một số đã qua đời vì già yếu:
- Giải thưởng Hồ Chí Minh: Giáo sư Cao Xuân Huy (về Khoa học Xã hội, 1996); Nhạc sĩ Văn Cao (về Âm nhạc, 1996); Họa sĩ Bùi Xuân Phái (về Hội họa, 1996), Nhà triết học Trần Đức Thảo (về Khoa học Xã hội, 2000); Nhạc sĩ Nguyễn Văn Tý (về Âm nhạc, 2000);
- Giải thưởng Nhà nước: Nhà thơ Quang Dũng (về Văn học, 2000). Tháng 2 năm 2007, năm văn nghệ sĩ thuộc Phong trào Nhân Văn – Giai Phẩm gồm Lê Đạt, Trần Dần, Phùng Quán, Yến Lan và Hoàng Cầm được Chủ tịch nước Việt Nam ký quyết định tặng thưởng Giải thưởng Nhà nước.[21]

Trả lời phỏng vấn đài BBC ngày 22 tháng 2 năm 2007, nhà thơ Hoàng Cầm tỏ ý buồn rằng các bạn cũ như Trần Dần, Phùng Quán, Phùng Cung.... đã không còn sống để nhận được giải thưởng. Theo ông, thực tế là từ năm 1958 đến nay, tức là gần 50 năm, vụ Nhân Văn – Giai Phẩm mới "được giải tỏa", vì trước đó từ thời Đổi Mới, mọi thứ được bắt đầu phục hồi nhưng không công khai. Cùng ngày, khi trả lời phỏng vấn báo điện tử VietNamNet, nhà thơ Lê Đạt nói: "Tôi nghĩ chuyện giải thưởng này như một câu của ông Đỗ Chu (thành viên của Hội đồng Giải thưởng chuyên ngành Văn học) đã phát biểu: "Có thể cho đây là lời xin lỗi của anh em đối với các anh". Giải thưởng này là cử chỉ đẹp, cho dù là muộn, nhưng muộn còn hơn không".